# Mariano Sánchez Soler
Mariano Sánchez Soler (Alicante, España, 2 de mayo de 1954) es un escritor y periodista español. Es licenciado en Ciencias de la Información  por la Universidad Complutense de Madrid y doctor por la Universidad de Alicante. Como periodista ha trabajado en los equipos de redacción de reconocidos periódicos y semanarios (El Periódico de Catalunya, Diario 16, Le Monde diplomatique, los semanarios Tiempo, Actual, Primera Plana, Interviu, Madrid Económico...).

## Biografía
Se licenció en Ciencias de la Información en la Universidad Complutense de Madrid en 1979, en la especialidad de Periodismo. Desde 1980 hasta 1982 trabajó en El Periódico de Catalunya, en su delegación de Madrid, como redactor de tribunales. También colaboró con los semanarios Actual, Primera Plana e Interviu, publicando reportajes sobre corrupción policial y fuga de capitales. En 1982 comenzó a trabajar como reportero en la redacción del semanario Tiempo. Entre 1986 y 1991 fue director del equipo de investigación de este mismo semanario; llegando a ser redactor jefe de su sección nacional entre 1997 y 2000; periodo en el que también colaboró como articulista en Diario 16. De 1991 a 1996 trabajó como jefe de prensa para el Ayuntamiento de Alicante. A partir del 2000 continúa su labor periodística colaborando entre otros con Le Monde diplomatique, el semanario Madrid Económico y la SER; si bien centra su actividad en la creación literaria y la investigación histórica y periodística. En el año 1996 escribió, junto con Domingo Rodes, el guion de la película Tabarka. Desde 2007 hasta 2015 fue profesor de guion cinematográfico en el Centro de Estudios Ciudad de la Luz, adscrito a la Universidad Miguel Hernández de Elche, dentro de la Licenciatura y Grado de Comunicación Audiovisual. Doctor en Historia contemporánea por la Universidad de Alicante en 2008.

## Recompensas
Recibió el Premio Alcudia de Poesía 1978, el Premio Álvaro Iglesias de poesía en el año 1982, el Premio Internacional de Literatura de No Ficción Rodolfo Walsh en el año 2002, el Premio de Narrativa Francisco García Pavón 2009 por su novela Nuestra propia sangre, el Premio de la Crítica Literaria Valenciana 2012, en su XX edición, en la modalidad de ensayo, por su libro Anatomía del Crimen. En el año 2013 su novela El asesinato de los marqueses de Urbina recibió el Premio Internacional de Novela Negra L'H Confidencial. También recibió ese año el premio «Profeta en su tierra», galardón que otorga la Asociación Controversia. En 2017 obtuvo el Premio Bruma Negra por el conjunto de su obra. En 2018, el Ateneo Científico, Literario y Artístico de Alicante le concedió la Placa de Honor de Literatura. Premio Castelló Negre 2020 a toda su trayectoria. En 2021, Premio Black Mountain Bossòst por toda su obra literaria.

## Obra
Su obra es muy variada, abarcando géneros tan dispares como el ensayo, la novela, la poesía, el guion para televisión y el cinematográfico. La temática principal de sus ensayos se centra en la historia reciente de España: la Guerra Civil, el periodo franquista, la Transición y la etapa democrática.

### Poesía
- Almar (inédito; Premio Alcudia de Poesía. Elche, 1978).
- Walking blues (Editorial La Banda de Moebius. Madrid, 1978).
- La ciudad flotante (Ministerio de Cultura. Madrid, 1983; Premio Álvaro Iglesias de poesía 1982, concedido por el Ministerio de Cultura).
- La ciudad sumergida en el mar (Ediciones Libertarias. Madrid, 1993).
- Fuera de lugar. Poesía 1972-2001 (Instituto Juan Gil-Albert. Alicante, 2001).
- Cuatro destellos de naufragio (Biblioteca Virtual Miguel de Cervantes. Alicante, 2003; 2.ª edición.: Revista Ex Libris, n.º 5, Universidad de Alicante).
- Desprendimiento (Reino de Cordelia, Madrid, 2015)
- Lágrimas de sangre (Lunara Plaquette, Elche, 2018)
- Para los que brillan con el beso eléctrico (ECU, Alicante, 2019)
- No es amor sino fiebre. Poesía elegida 1972-2023 (Mankell, Alicante, 2023)

### Novelas
- Carne fresca (Ediciones B. Barcelona, 1987).
- Festín de tiburones (Plaza y Janés. Barcelona, 1990).
- Para matar (Vosa. Madrid, 1996).
- Oasis pour l'OAS (Editions Baleine-Le Seuil. París, 2000).
- Lejos de Orán (Zoela. Granada, 2003).
- Grupo antiatracos (La Factoría de Ideas. Madrid, 2006).
- La brújula de Ceilán (Almuzara, 2007).
- Nuestra propia sangre (Rey Lear, 2009)
- El asesinato de los marqueses de Urbina (Roca editorial, Barcelona, 2013)
- El leñador (Alrevés editorial, Barcelona, 2025)

### Narrativa breve
- Historias del viajero metropolitano (Ediciones Libertarias. Madrid, 1987).
- Alacant blues. Crónica sentimental de una búsqueda (Instituto de Cultura Juan Gil-Albert. Alicante, 1994. Reedición corregida y ampliada: Agua Clara e Instituto Alicantino de Cultura Juan Gil-Albert. Alicante, 2002. Editorial Club Universitario (ECU). Alicante, 2008.).
- Lusitania Express (Agua Clara. Alicante, 1996).
- Algunos modos de vivir o de morir (Biblioteca Virtual Miguel de Cervantes. Alicante, 2003).
- El pintor ciego (Libros.com, Madrid, 2017)
- Recuento general (Relatos completos, 1972-2020) (Instituto Alicantino de Cultura Juan Gil-Albert, Alicante, 2021).

### Teoría literaria
- Cómo se escribe una novela negra (¿se puede freír un huevo sin romperlo?) (Biblioteca Virtual Miguel de Cervantes. Alicante, 2003.).
- Manual esencial del guion cinematográfico (ECU, Alicante, 2011)
- Anatomía del crimen. Guía de la novela y el cine negros (Reino de Cordelia. Madrid, 2011). Premio de la Crítica Literaria Valenciana 2012, en su XX edición, en la modalidad de ensayo.
- Manual esencial de Relatos Urbanos. 13 escalones para escribir ficciones (ECU, Alicante, 2020)

### Ensayo
- Alacant a sarpades (Editorial Denes. Valencia, 2004).

### Ensayos de investigación histórica
- Yolanda, nosotros no olvidamos. Con textos de José Mariano Benítez de Lugo, Juan Barranco, Santiago Álvarez y Enrique del Olmo (Folleto. Madrid, 1981).
- Los sucesos de mayo de 1937. Una revolución en la República. Editado por la Fundación Andreu Nin. Con textos de Pierre Broué, Pelai Pagès, Eduardo de Guzmán, Franz Mintz y Wilebaldo Solano (Pandora. Barcelona, 1988).
- Los crímenes de la democracia (Ediciones B. Barcelona, 1989).
- Villaverde, fortuna y caída de la casa Franco (Planeta. Barcelona, 1990).
- Los hijos del 20-N. Historia violenta del fascismo español (Temas de Hoy. Madrid, 1993; con prólogo de Manuel Vázquez Montalbán. Reeditado en bolsillo en 1996).
- Descenso a los fascismos (Ediciones B. Barcelona, 1988).
- Ricos por la patria. Grandes magnates de la dictadura, altos financieros de la democracia (Premio Internacional de Literatura de No Ficción Rodolfo Walsh, 2002. Plaza y Janés. Madrid, 2001).
- Las sotanas del PP. El pacto entre la Iglesia y la derecha española (Temas de Hoy. Madrid, 2002).
- Negociantes privados con dinero público. El vademécum de la corrupción de los políticos españoles (Foca. Madrid, 2003).
- Los Franco, S. A. (Oberon. Madrid, 2003).
- Los banqueros de Franco. (Oberon. Madrid, 2005).
- Baltasar Garzón: tigre de papel. (Foca. Madrid, 2006).
- Ricos por la guerra de España (Raíces. Madrid, 2007).
- La transición sangrienta: una historia violenta del proceso democrático en España 1975-1983 (Ediciones Península, 2010. Segunda edición 2018).
- La familia Franco S.A. (Roca editorial, Barcelona, 2019).
- Los ricos de Franco  (Roca editorial, Barcelona, 2020).
- La larga marcha ultra. Desde la muerte de Franco a Vox (1975-2022) (Roca editorial, Barcelona, 2022).
- Una hojarasca de cadáveres. Crónica criminal de la España Postfranquista (Alrevés Editorial, Barcelona, 2023)

### Recopilaciones de ensayos y artículos
- La ciudad transparente (Biblioteca Virtual Miguel de Cervantes. Alicante, 2003).
- Escrito a sangre fría (artículos y ensayos sobre cine y literatura) (Biblioteca Virtual Miguel de Cervantes. Alicante, 2003).
- Simplemente fascistas (artículos y ensayos sobre la violencia skinhead neonazi en España: 1996-2002). (Biblioteca Virtual Miguel de Cervantes. Alicante, 2003).
- Equipaje ligero (Instituto Alicantino de Cultura Juan Gil-Albert, Alicante, 2014)
- Cuarteto de Alacant (Denes-Universidad de Alicante, Valencia, 2017)

### En antologías y libros colectivos
- Poesía española 1982-1983 (Editorial Hiperión. Madrid, 1983). A cargo de José Luis García Martín.
- La pistola encendida (relato). En el volumen Negro como la noche (Editorial Júcar. Madrid, 1991).
- El beso del asesino (relato). En el volumen Las letras del crimen (Asociación Colegial de Escritores. Madrid, 1996. Edición no venal sobre el género negro).
- Matarile (relato). En el volumen Escritores contra la tortura (Editorial Talasa. Madrid, 1997).
- Para que no amanezca (relato). En el volumen Historias de detectives (Lumen, Barcelona, 1998).
- Expreso de Lusitania en la noche (relato). En el volumen Doce cuentos cruentos (Punto de Lectura-FNAC. Madrid, 2002).
- Reality show (relato). En el volumen Seduccions (Grupo 10, Llibreries de Qualitat. Valencia, 2002. Edición no venal).
- Negra y criminal (Zoela. Granada, 2003).Novela escrita a 24 manos. Edición catalana: Negra i criminal /Efados, Barcelona, 2019)
- El detective Terratrèmol en busca de la ciudad perdida. Novela escrita a 20 manos con Manuel Alcaraz, Luis T. Bonmatí, Ángeles Cáceres, Joaquim G. Caturla, José Luis Ferris, Rafael González, Adrián López, Llum Quiñonero, Gerardo Muñoz y Miguel Ángel Pérez Oca. Resultado del juego literario realizado en la Sede de la Universidad de Alicante durante 2003-2004, con el Aula de Cultura La Verdad. Egea. Alicante, 2004.
- Cosecha negra (Aguaclara-Universidad de Alicante, 2005). Libro colectivo. Edición de Mariano Sánchez Soler.
- Crónica de Dodge city en el volumen ¡Oh Hogueras! Otra visión de las Hogueras de Alicante (Calabria. Valencia, 2005).
- Terratrèmol en la ciudad perdida (Transversal. Madrid, 2005). Novela escrita a 20 manos con Miguel Ángel Pérez Oca, Gerardo Muñoz, Jesús Moncho, Adrián López, Rafael González, José Luis Ferris, Ángeles Cáceres, Luis Bonmatí y Manuel Alcaraz.
- El taller de los cuentos oscuros (Editorial Club Universitario. Alicante, 2007). Volumen de relatos recopilados por Sánchez Soler.
- True crime (relato) en el volumen España negra. 27 relatos policiacos (Rey Lear, Madrid, 2013).Antolo
- Triste, solo, destructivo (relato) en el volumen Relatos de la orilla negra (Ediciones del Serbal, Barcelona, 2016).
- La sangre del broker (relato) en el volumen Antología del género negrocriminal (Atlantis, Aranjuez, 2019).
- Poetas del crimen. Por la Paz (Alrevés, Barcelona, 2022).

### Otros escritos y actividades
- Huellas sobre la guerra civil española en el cine norteamericano. Entre el romanticismo y el compromiso. En Seminario de Relaciones entre el Cine y la Literatura (Universidad de Alicante, 2002). Edición a cargo de Juan A. Ríos Carratalá y John D. Sanderson.
- Colaborador de la revista literaria El Caracol del Faro, editada por la Universidad de Alicante.
- Ha escrito prólogos e impartido conferencias sobre los autores del género negro Raymond Chandler, Jim Thompson, Ed McBain y Samuel Fuller, entre otros.
- Entre enero y junio de 2004 coordinó, en la Sede Universitaria de Alicante, el ciclo de encuentros Alicante, un juego literario (El detective Terratrèmol busca la ciudad perdida), que desembocó en la escritura de la novela homónima escrita por Luis Bonmatí, Ángeles Cáceres, Joaquín G. Caturla, Enrique Cerdán Tato, José Luis Ferris, Rafael González, Adrián López, Gerardo Muñoz Lorente, Miguel Ángel Pérez Oca y Mariano Sánchez Soler.

## Vídeos
- Conferencia sobre su libro La transición sangrienta
- Entrevista a Mariano Sánchez Soler en la radio (Parte 1 de 3).
- Entrevista a Mariano Sánchez Soler en la radio (Parte 2 de 3).
- Entrevista a Mariano Sánchez Soler en la radio (Parte 3 de 3).
- Mariano Sánchez Soler y "El Follonero" de La Sexta TV
- Homenatge antifeixista
- Entrega a Mariano Sánchez Soler del XXII Premio de la Crítica Literaria Valenciana de ensayo

- Datos: Q2879481